# Hum na Sutli
Hum na Sutli falu és község Horvátországban Krapina-Zagorje megyében. Közigazgatásilag Brezno Gora, Donje Brezno, Druškovec Gora, Druškovec Humski, Gornje Brezno, Grletinec, Klenovec Humski, Lastine, Lupinjak, Mali Tabor, Orešje Humsko, Poređe, Prišlin, Rusnica, Strmec Humski, Vrbišnica és Zalug tartozik hozzá.

## Fekvése
Krapinától 16 km-re északnyugatra, a Szutla folyó partján, a szlovén határ mellett fekszik.

## Története
A településen az üveggyártásnak mintegy 150 éves hagyománya van. A 18. században előbb a Szutla-folyó jobb partján, majd később a bal parton is egymás után épültek a kis üvegkohók. Ezek részben a terület birtokosai, részben akkori egyéni vállalkozók tulajdonában voltak. Fával a környékbeli erdők, szénnel a közeli klenoveci bánya, vízzel a szomszédos Rogaška Slatina ásványvízforrásai látták el őket. Az itteni üveggyártásról először Georg von Martens 1824-ben írt „Reise nach Venedig” (Utazás Velencébe) című Ulmban megjelent útleírásában ír, aki a közeli a vučja goricai kastélyban, a mai Mali Taborban töltött néhány napot vendéglátójánál Josip Krizmanićnál. Micheal von Poschinger bajor gyáros 1860-ban vásárolta meg a sztrazsai birtokot az Erdődy grófoktól. Az új tulajdonos osztrák és cseh üvegfúvó mesterekkel korszerűsítette a hagyományos módon végzett üveggyártást. Később a szomszédos szlovén területeken, majd a humi területen már kristályüveget is előállítottak. Az 1870-es években egy utazása során August Šenoa a híres horvát író is megállt itt.
A településnek 1857-ben 477, 1910-ben 577 lakosa volt. Trianonig Varasd vármegye Pregradai járásához tartozott. 1996 végén a Straža üveggyárat az egyik vezető európai üveggyártó, a svájci Vetropack Holding AG vásárolta meg, mely hat európai ország hét üzemében 3100 főt foglalkoztat. A Vetropack&Straža nagy szerepet játszik a település fejlődésében és az emberek foglalkoztatásában. 2001-ben 1238 lakosa volt.

## Nevezetességei
A Hum na Sutli melletti Taborsko helységben található a Nagyboldogasszony-templom. A kereszt alaprajzú barokk, egyhajós templom egy dombon található. Oszlopos, fedett barokk lépcső vezet hozzá. A sekrestye melletti sokszögű szentélyt kívülről támpillérek támasztják meg, belül pedig gótikus csillagboltozat található. A hajó mellett két, sokszögletes oldalkápolna található. A bal oldalit Rátkay Zsigmond építtette 1687-ben, a jobboldalit pedig 1739-ben építették. A főhomlokzat mellett található a harangtorony. A szentélyt 1742 és 1748 között barokk freskókkal festették ki, amelyeket a neves barokk festőművésznek, Anton Jozef Lerchingernek tulajdonítottak. A templom bővelkedik értékes berendezésben, melyek különböző történelmi időszakokból származnak. A templom a Horvát Zagorje egyik legfontosabb szakrális műemléke.
Az általános iskola régi épülete a településen kívül, egy magaslaton helyezkedik el, kilátással a közeli plébániatemplomra. Az iskola épületét mai formájában 1846-ban építették egyemeletes, T alaprajzú épületként, ahol az osztálytermek egy központi folyosóval vannak összekötve az első emeleten találhatók, és a hátsó kiugró részben találhatók a szociális helyiségek. A földszinti szobák - az étkező és az egyik tanterem, amelyek a bejárat és a lépcsőház mindkét oldalán találhatók csehsüvegboltozattal vannak befedve. Az iskola hosszabb homlokzata az utcára néz.
Védett kulturális emlék az úttal párhuzamos telken, 6-os szám alatt található téglaház. A 19. században épült polgári, vidéki hagyományos lakóházként. A homlokzat eredeti megjelenését és a belső tér kialakítását az utóbbi idők átalakításai megváltoztatták. A hozzá tartozó melléképület méretével, alakjával a hagyományos, alpesi elemekkel rendelkező épületek szép példája.